# Dante Filippi
Dante Filippi (Roma, 21 agosto 1904 – Roma, 1º marzo 1995) è stato un dirigente sportivo, allenatore di calcio e calciatore italiano, di ruolo attaccante.

## Carriera
Soprannominato Strofoleppe, debuttò giovanissimo con la Lazio di Guido Baccani nel 1920. Nella stagione 1922-1923 giunse con la squadra romana alla finalissima per il titolo nazionale, vinta dal Genoa; nella finale di andata giocatasi allo Stadio Via del Piano e persa per 4-1 segnò allo scadere il gol della bandiera per la Lazio battendo il portiere genoano Giovanni De Prà con un forte tiro dalla distanza.
Mise a segno 65 gol in 97 gare ufficiali in maglia biancoceleste nell'arco di sette stagioni di massima serie ed una di serie cadetta; dopo un infortunio al ginocchio che lo tenne lontano dai campi di gioco per diversi mesi, lasciò il club biancoceleste nel 1928.
Negli anni successivi giocò con il Pontedera, in cui ricopriva il ruolo di calciatore-allenatore, il Macerata ed il Cagliari, che grazie ai suoi gol riuscì a conquistare la promozione in Serie B al termine dell'annata 1930-1931 e giocò tra i cadetti l'anno successivo; nei due anni di militanza con i sardi disputò in totale 40 partite segnando 14 reti.
Giocò infine gli ultimi anni della sua carriera in Prima Divisione con L'Aquila e Taranto.
Una volta terminata la carriera agonistica, Filippi abbandonò definitivamente il mondo del calcio fin quando Remo Zenobi, all'epoca presidente della Lazio, lo inserì nei quadri dirigenziali del club in veste di consulente tecnico all'inizio degli anni cinquanta.

## Palmarès

### Giocatore

#### Competizioni nazionali
- Prima Divisione: 2

Cagliari: 1930-1931
L'Aquila: 1933-1934